# Nicastro (Catanzaro)
Pour les articles homonymes, voir Nicastro (homonymie).
Nicastro est une ancienne commune italienne, maintenant une frazione de Lamezia Terme, dans la province de Catanzaro dans la région de la Calabre dans le sud de l'Italie.

## Historique
Nicastro est avec Sambiase et Sant'Eufemia Lamezia (it), l'une des communes qui ont formé par leur réunion en 1968 la commune de Lamezia Terme.
Aujourd'hui, Nicastro est une circoscrizione de Lamezia Terme.
Son quartier le plus ancien est San Teodoro, étagé sur les flancs de la colline, et dominé par les ruines du château, témoignage de la présence normande à Nicastro.
Son histoire remonte à la période byzantine aux IXe et Xe siècles, et elle fut l'une des villes les plus importantes de Calabre jusqu'à la fin de la féodalité en 1806.
Prise par les Normands de Robert Guiscard en 1057, la ville se révolta en 1058 et massacra les soixante soldats de la garnison normande.
Frédéric II de Hohenstaufen y enferma dans son château son fils rebelle Henri II de Souabe.
La ville subit un important tremblement de terre en 1638, qui détruisit la cathédrale et l'abbaye bénédictine de Sainte-Euphémie, fondée par Robert Guiscard.
Jusqu’au XVIIIe siècle, à Nicastro et ses environs, la sériciculture était une activité très répandue et prospère, à tel point que l'on produisait cinq mille livres de soie brute chaque année.
Selon le témoignage de l'historien Giuseppe Maria Galanti, à la fin du XVIIIe siècle, Nicastro était encore un centre de soie actif où se pratiquait la culture du mûrier pour l'élevage des vers à soie, mais la production était en déclin.

## Diocèse
Le premier évêque dont on ait gardé la trace est Henri, évêque en 1090.
Marcel II fut nommé évêque de Nicastro en 1539 et Innocent IX de 1560 à 1572.
Le diocèse de Martorano lui fut réuni en 1818. Il s'appelle diocèse de Lamezia Terme depuis 1986.